# دانیلا کلمنشیتز
 دانیلا کلمنشیتز (انگلیسی: Daniela Klemenschits؛ ۱۳ نوامبر ۱۹۸۲ – ۹ آوریل ۲۰۰۸) یک تنیس‌باز اهل اتریش بود.